# Otok Cres
Otok Cres este o arie protejată (sit de importanță comunitară — SCI) din Croația întinsă pe o suprafață de 40.199,19 ha, integral pe uscat.

## Localizare
Centrul sitului Otok Cres este situat la coordonatele 44°52′22″N 14°24′05″E / 44.872808°N 14.401294°E.

## Înființare
Situl Otok Cres a fost declarat sit de importanță comunitară în iulie 2013 pentru a proteja 1 specie de plante și 15 specii de animale.

## Biodiversitate
Situată în ecoregiunea mediteraneană, aria protejată conține 11 habitate naturale: Pante stâncoase calcaroase cu vegetație casmofită, Pășuni mediteraneene udate de apa mării (Juncetalia maritimi), Tufărișuri halofile mediteraneene și termo-atlantice (Sarcocornetea fruticosi), Vegetație anuală la limita mareei, Faleze cu vegetație de Limonium spp. endemic de pe coastele mediteraneene, Iazuri temporare mediteraneene, Pajiști uscate din regiunea submediteraneeană estică (Scorzoneratalia villosae), Peșteri inaccesibile publicului, Salicornia și alte specii anuale care populează regiunile mlăștinoase și nisipoase, Păduri de Castanea sativa, Păduri de Quercus ilex și Quercus rotundifolia.
La baza desemnării sitului se află mai multe specii protejate:
- plante (1): Himantoglossum adriaticum
- mamifere (5): liliac cu urechi de șoarece (Myotis blythii), liliacul cu potcoavă a lui blasius (Rhinolophus blasii), liliacul mediteranean cu potcoavă (Rhinolophus euryale), liliacul mare cu potcoavă (Rhinolophus ferrumequinum), liliacul mic cu potcoavă (Rhinolophus hipposideros)
- nevertebrate (7): Austropotamobius pallipes, croitorul mare al stejarului (Cerambyx cerdo), Euplagia quadripunctaria, rădașcă (Lucanus cervus), croitorul cenușiu al stejarului (Morimus funereus), Osmoderma barnabita, Vertigo angustior
- reptile (3): șarpele cu patru dungi (Elaphe quatuorlineata), Elaphe situla, țestoasă bănățeană (Testudo hermanni)

Pe lângă speciile protejate, pe teritoriul sitului au mai fost identificate 9 specii de plante, 2 specii de nevertebrate.